# 週刊文春喫煙事件
週刊文春喫煙事件（しゅうかんぶんしゅん きつえんじけん）は、1985年（昭和60年）に日本の女性アイドルグループ「おニャン子クラブ」の未成年メンバー6人が未成年者喫煙禁止法に抵触する喫煙を行い、その行為を文藝春秋の週刊誌『週刊文春』の記者がスクープしたことによる騒動（不祥事）である。
おニャン子クラブ、及び、それを生み出したフジテレビ系バラエティ番組『夕やけニャンニャン』の黎明期に発生したスキャンダルである。省略する形で、「文春事件」、「タバコ事件」などとも呼ばれる。

## 経緯
1985年（昭和60年）4月1日よりフジテレビ系のローカル枠で『夕やけニャンニャン』が放送開始し、同時に番組専属の女性アシスタントグループ、おニャン子クラブも芸能界デビューした。番組第一回放送時のおニャン子クラブには、『夕やけニャンニャン』のパイロット版とも言うべき、同年2月放送の特別番組『オールナイトフジ女子高生スペシャル』に参加した娘の中から11名が選抜されてメンバーとなっており、彼女らには番組内やグループ内で呼称し合う会員番号が付けられていた（順番はくじ引きによる抽選順で、これ以後入るメンバーは加入順となる）。
そして、放送開始からわずか2週間ばかり過ぎた頃、会員番号1番奥田美香、2番榎田道子、3番吉野佳代子、6番樹原亜紀、7番友田麻美子、10番佐藤真由美の6名（全員当時未成年者）がその日の番組生放送終了後にフジテレビからほど近い新宿区内の喫茶店（当時のフジテレビは同区内の河田町に位置）で喫煙しているところを週刊誌『週刊文春』の記者に写真に撮られて同誌巻頭グラビア面でスクープ記事にされることになった。掲載号（4月25日号）発売日の4月18日より番組から姿を消し、6人中5人が一週間後の4月25日、正式におニャン子クラブを解雇される。

## 謎とその後
番組開始からわずか3週間弱で姿を消した彼女らは「喫煙組」とも呼ばれている。だが、樹原だけは写真にしっかり写っていたにもかかわらず、降板から十数日後に番組復帰しており、なぜお咎めなしだったのか、現在でも不明のままである。一方、10番の佐藤は写真に写っているのがスカートだけで顔自体は写っていなかった。
この件は、フジテレビ側の早急かつ厳正な対応とともに『夕やけニャンニャン』とおニャン子クラブが当時まだ無名に近かったのが幸いして、それほど騒がれずに終息していった。その後の爆発的盛り上がりを見せていく『夕やけニャンニャン』とおニャン子クラブの運営には深傷は残さなかったが、「喫煙組」の存在は当初からタブー扱いされることとなる。『週刊文春』に当該記事が載ったのと「喫煙組」が番組から消えた際も、『夕やけニャンニャン』側は番組内外で何の説明もしておらず、二年半に及ぶ番組の放送期間中とおニャン子クラブの活動期間中もほとんど沈黙を貫いた。しかし、1986年発行の公式本『こニャン子クラブ編 あぶな～いおニャン子』（フジテレビ出版）に番組スタッフが見解を掲載。『週刊文春』に対しては取材対象が未成年だったことを配慮してほしかった、彼女たちに対してはかわいそうなことをしてしまったと苦渋をにじませている。1987年発行の公式本『こニャン子クラブ編 おニャン子白書』（フジテレビ出版）にも同様の旨を載せているが、どちらにも樹原がこの件に参加していたことは記述されていない。
この件の直後に出したデビュー曲「セーラー服を脱がさないで」でおニャン子クラブが大人気となり、それにともなって『夕やけニャンニャン』もローカル番組の枠を越えて全国ネット規模へと放送地域が拡大されていった。しかし、不祥事発覚の前まで友田はメンバー内でエース格に位置していたことから「セーラー服を脱がさないで」メインボーカルのひとり（後述する『爆報! THE フライデー』内では、“センター”と呼称）に内定しており、喫煙現場に居合わせた他の者らも中心的メンバー（後述する『爆報! THE フライデー』内では、“一軍メンバー”と呼称）であったため、活動黎明期の（世間的には）認知度が低い事柄ながらも、おニャン子クラブの形態と運命を大きく変えた事柄となった。
1980年代末、奥田はグラビアモデルとして復帰、1997年には榎田がテレビ東京系のバラエティ番組『ASAYAN』内で行われたオーディションに参加していたが、芸能界に定着することはできなかった。吉野と佐藤の現在の消息は、各種マスコミによる調査でも不明となっている。
2004年に発売されたDVDソフト『おニャン子白書 '85 4～6月』（『夕やけニャンニャン』のおニャン子クラブ出演部分を中心に編集されたダイジェスト版）では彼女たちの出演場面が極端にカットされてはおらず、少ないながらもその姿が観られる。

## 不祥事の内幕
2016年6月3日放送のTBS系『爆報! THE フライデー』で友田が『夕やけニャンニャン』を去って以来31年ぶりにマスコミの表舞台に登場し、当事者として初めてこの不祥事の内幕を打ち明けたのと彼女のその後の様子が放送された。友田の述懐によれば、写真に撮られていた他のメンバーらとは以前から喫煙常習者同士であり、喫茶店で話しこんでいくうちに気が緩んでしまって廻りを気にせずに喫煙していたところ、突然一人の男性が彼女らのその姿をカメラで撮影し、何処の誰かと身元も明かさずにすぐさま立ち去ったという。一瞬のことに驚いて唖然としていた彼女らではあったが、アイドルとして致命的な行為をやってしまった事の重大さに気付き、撮影者を店外まで追ったりしたものの既に時遅く見つけることは出来なかった。窮した彼女らは番組スタッフに電話連絡して事の次第を話し、フジテレビに呼び戻されてその日のうちに厳重注意を受ける。身元不明の者に撮られたことで、世間に公表されるか否かが判らなかったため、とりあえずは番組出演続行の措置が取られたが、数日後、フジテレビ内にて番組スタッフから『週刊文春』への掲載が不可避ということが「喫煙組」全員に告げられて、その処分として番組から降板するに到った。そして、十数日後に番組に復帰を果たす樹原以外は、ほどなくしておニャン子クラブから脱退する。
1986年発行の公式本『こニャン子クラブ編 あぶな～いおニャン子』（フジテレビ出版）によると、番組側は当初は脱退させる措置まで採るつもりはなくて、番組から降板させたのは反省期間として一時設けたものに過ぎなかった。しかし、各々の通学していた学校が1人に退学、3人に謹慎処分を下してしまい、番組側が話し合いを持った彼女らの学校の教師と両親側が「もうテレビに出してほしくはない」と申し入れたことで、そのまま辞めるかたちになっていった経緯が記述されてある。幼少のころよりアイドルになることを夢見ていた友田ではあったが、この件のショックが響いて挫折してしまい、再びアイドルを目指すことはなくなってしまった。
『週刊文春』の記者たち（撮影者と彼女らが撮影された後のやりとりを記録していた計2人）は当初から彼女らをおニャン子クラブのメンバーと知ってフジテレビを出てくるところから尾行し、喫煙現場である喫茶店内に入って様子も窺っていたのだが、彼女らはまったくそれには気が付かなかった。皮肉にも、写真を撮られた際に彼女らが話題にしていたことは、ファンがフジテレビを出たところで出待ちして、追っかけも発生しているということであった。